# Стаатен-Ривер
Стаатен Ривер (англ. Staaten River National Park) — национальный парк в северо-западном Квинсленде, Австралия. Свое название получил от реки Стаатен, протекающей через его территорию.

## География
Основан в 1977 году. Площадь национального парка составляет 4 700 км2.Стаатен Ривер находится в 1640 км к северо-западу от Брисбена. На территории парка находятся низменные тропические саванны Квинсленда. Большинство рек региона пересыхают.

## Климат
Средняя температура составляет 28 °C. Самый теплый месяц — ноябрь при средней температуре 34 °C, а самый холодный — июль при средней температуре 24 °C. Среднее количество осадков составляет 1216 миллиметров в год. Самый влажный месяц — январь (314 мм осадков), а самый сухой — сентябрь (2 мм осадков).